# Euphyia desiderata
Euphyia desiderata là một loài bướm đêm trong họ Geometridae.